# Sindicat Agrícola (Masllorenç)
El Sindicat Agrícola és una obra d'un arquitecte desconegut situat al municipi de Masllorenç (Baix Penedès) inclosa en l'Inventari del Patrimoni Arquitectònic de Catalunya.

## Descripció
Es tracta d'un edifici situat a la carrer Major, davant una gran terrassa, fent cantonada amb el carrer Nou. És de grans dimensions, de planta rectangular i coberta a dues vessants. L'estructura de l'edifici és simètrica en les dues façanes. Hi ha una distribució en cossos, per mitjà de bandes verticals, que repeteixen els elements: una obertura rectangular a la part inferior i una altra damunt, circular i de tipologia modernista, dedicada a cambra d'aire. Una petita cornisa amb barana completa el conjunt exterior. En destaquen els respiradors, que semblen més aviat un seguit de medallons més ornamentals que no funcionals.
L'interior és una gran nau dividida en dos espais per una gran porta de fusta, de nou cossos, on es troben el bar i un petit teatre.

## Història
La fundació del Sindicat Agrícola data de 1931, any en què s'edificà també el local social. En l'actualitat manté la funció per a la qual fou construït.